# ملعب علي دائي
ملعب علي دائي (بالفارسية: ورزشگاه علی دایی) هو ملعب كرة قدم يقع في مدينة أردبيل، إيران، يتسع لـ 20000 متفرج، الملعب جزء من مجمع رياضي يمتد بمساحة 40 ألف م²، أُفتتح الملعب في 23 مايو 2008، بمباراة ودية بين المنتخب الإيراني ونادي سايبا التي شهدت حضور 20000 متفرج، فاز فيها المنتخب الإيراني بنتيجة 6-0. سُمي الملعب تكريماً للاعب علي دائي.